# Dima Halam Daogah
Dima Halam Daogah foi um grupo extremista indiano que operava principalmente em Assam e em Nagaland. O grupo depôs as armas em janeiro de 2013, e afirmou representar o povo dimasa e seu objetivo de criar um Dimaland ou Dimaraji nos dois estados.

## Objetivo
O Dima Halam Daoga (DHD) é um descendente da Força de Segurança Nacional de Dimasa (em inglês:  Dimasa National Security Force, DNSF), que encerrou as operações em 1995. O comandante-chefe Jewel Gorlosa, recusou-se a se render e criou o Dima Halam Daogah. Após o acordo de paz entre o DHD e o governo central no ano de 2003, o grupo rachou ainda mais e o DHD (J), também conhecido como Black Widow (Viúva Negra), nasceu, liderado por Jewel Gorlosa. O objetivo declarado do Viúva Negra é criar o Dimaraji apenas para o povo dimasa no distrito de Dima Hasao. No entanto, o objetivo do DHD (facção de Nunisa) é incluir partes dos distritos de Cachar, Karbi Anglong e Nagaon em Assam, e seções do distrito de Dimapur em Nagaland.

## Atividades
As facções do Dima Halam Daoga atuam principalmente no distrito de Dima Hasao de Assam. Sua presença pode ser sentida em todos os territórios por eles exigidos para serem incluídos no Dimaraji. Suas atividades incluíam extorsão para financiar seu movimento e reuniões regulares com os representantes do governo estadual e do governo central para atender às suas demandas. 

## Organização
Estima-se que a facção DHD (J) tenha cerca de 400 quadros ativos, enquanto a facção DHD (N) teria cerca de 800-1200 quadros ativos. O presidente do DHD (N) é Pranab Nunisa, que assumiu o poder em 24 de junho de 2004, após uma aquisição que destituiu o fundador Jewel Garlossa. O presidente do DHD foi Dilip Nunisa. Outras figuras importantes incluem Kanta Langthasa, Yathong Dimasa e Rongsling Dimasa. 
O DHD estava vinculado a muitas outras organizações separatistas na Índia, incluindo a Frente Nacional Democrática de Bodoland, o Conselho Nacional Socialista de Nagaland  e a Frente Unida de Libertação de Asom.
A Índia baniu o grupo militante Dima Halam Daogah (DHD)-Black Widow após seu envolvimento em vários incidentes de violência em Assam em 2 de julho de 2009.

## Rendição em setembro de 2009
O grupo rendeu-se em massa a Força Policial da Reserva Central e à polícia local, antes do prazo, com 193 quadros rendidos em 12 de setembro de 2009 e outros 171 no dia seguinte. Isso pode incluir 138 quadros armados do DHD-J. As armas entregues incluíam 37 fuzis de assalto da série AK, dez fuzis M-16, 11 carabinas americanas, dois Self-Loading Rifles (SLR) e dois fuzis M-21, metralhadora, arma de 40 mm, Universal Machine Gun (UMG), Rocket Propelling Gun (RPGs) e pistolas 9 mm. Além disso, 7.303 granadas e mais de 10.000 munições variadas foram entregues. 